# 逆柱

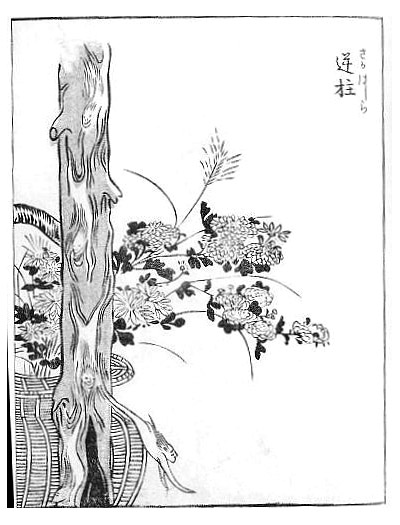
鳥山石燕 『画図百鬼夜行』より「逆柱」

逆柱（さかばしら）または逆さ柱（さかさばしら）は、日本の木造建築における俗信の一つで、木材を建物の柱にする際、木が本来生えていた方向と上下逆にして柱を立てることを言う。

## 概要
古来より逆柱にされた木は、夜中になると家鳴り等を起こすとも言われていた。また、家運を衰微させるほか、火災などの災いや不吉な出来事を引き起こすと言われており、忌み嫌われていた。
妖怪漫画家・水木しげるによれば、逆さにされた柱からは木の葉の妖怪が出現する、もしくは柱自体が妖怪と化すともいう。
井原西鶴の著書『西鶴織留』によれば、京都六角堂の前のとある家に住む夫婦がこの逆柱の怪異に悩まされており、家では毎晩のように梁が崩れるような音が響くので、遂には引っ越していったという。
また小田原では、ある商家で祝い事の最中に「首が苦しい」と声が聞こえてきたので、声の主を捜したところ、座敷の柱から声が発せられており、その柱が逆柱であることが分かったという。

## 魔除けの逆柱
日光東照宮の陽明門はこの逆柱があることで知られている。柱の中の1本だけ、彫刻の模様が逆向きになっているため、逆柱であることがわかる。しかしこれは誤って逆向きにしたわけではなく、「建物は完成と同時に崩壊が始まる」という伝承を逆手にとり、わざと柱を未完成の状態にすることで災いを避けるという、言わば魔除けのために逆柱にしたとされている。また、妖怪伝承の逆柱とは全く異なるものである。
鎌倉時代の「徒然草」には、完全なものは決して良くはない、それで内裏を造る時も、必ず1か所は造り残しをする、とある。江戸時代には、家を建てる時「瓦三枚残す」と言ったという。

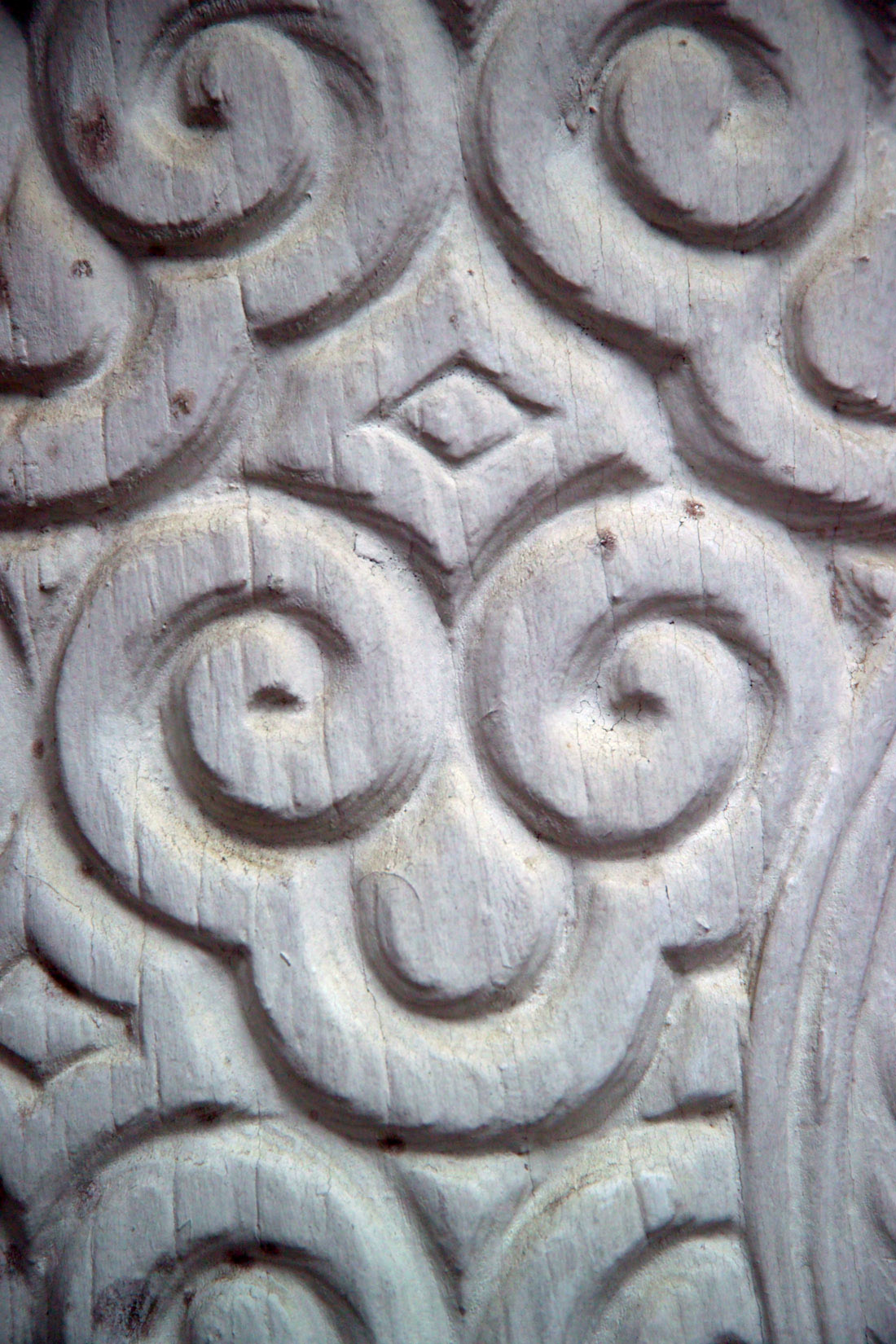
日光東照宮・陽明門の柱の模様
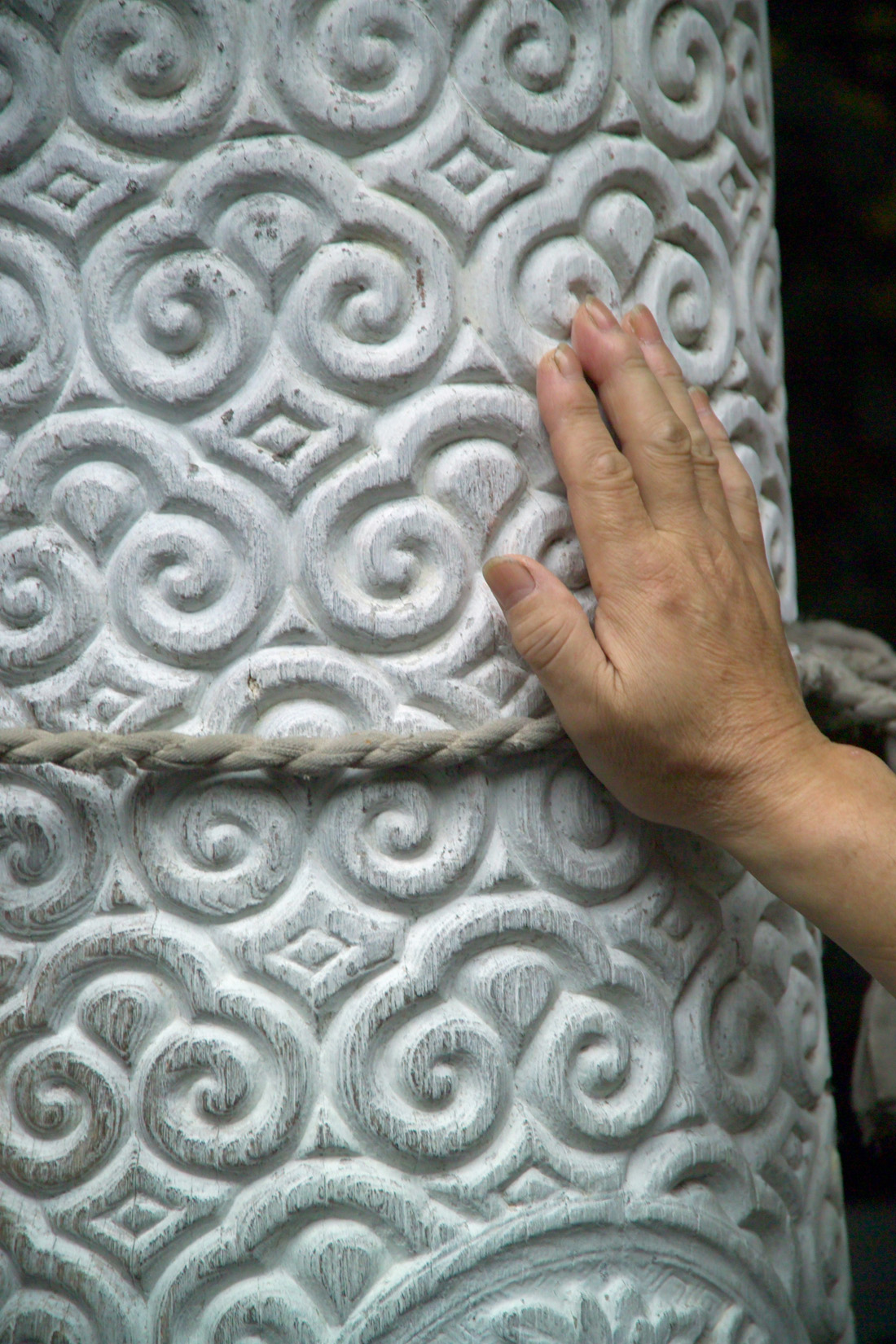
陽明門の逆柱。左の画像と比較すると、模様が上下逆になっている